# 厚岸大橋

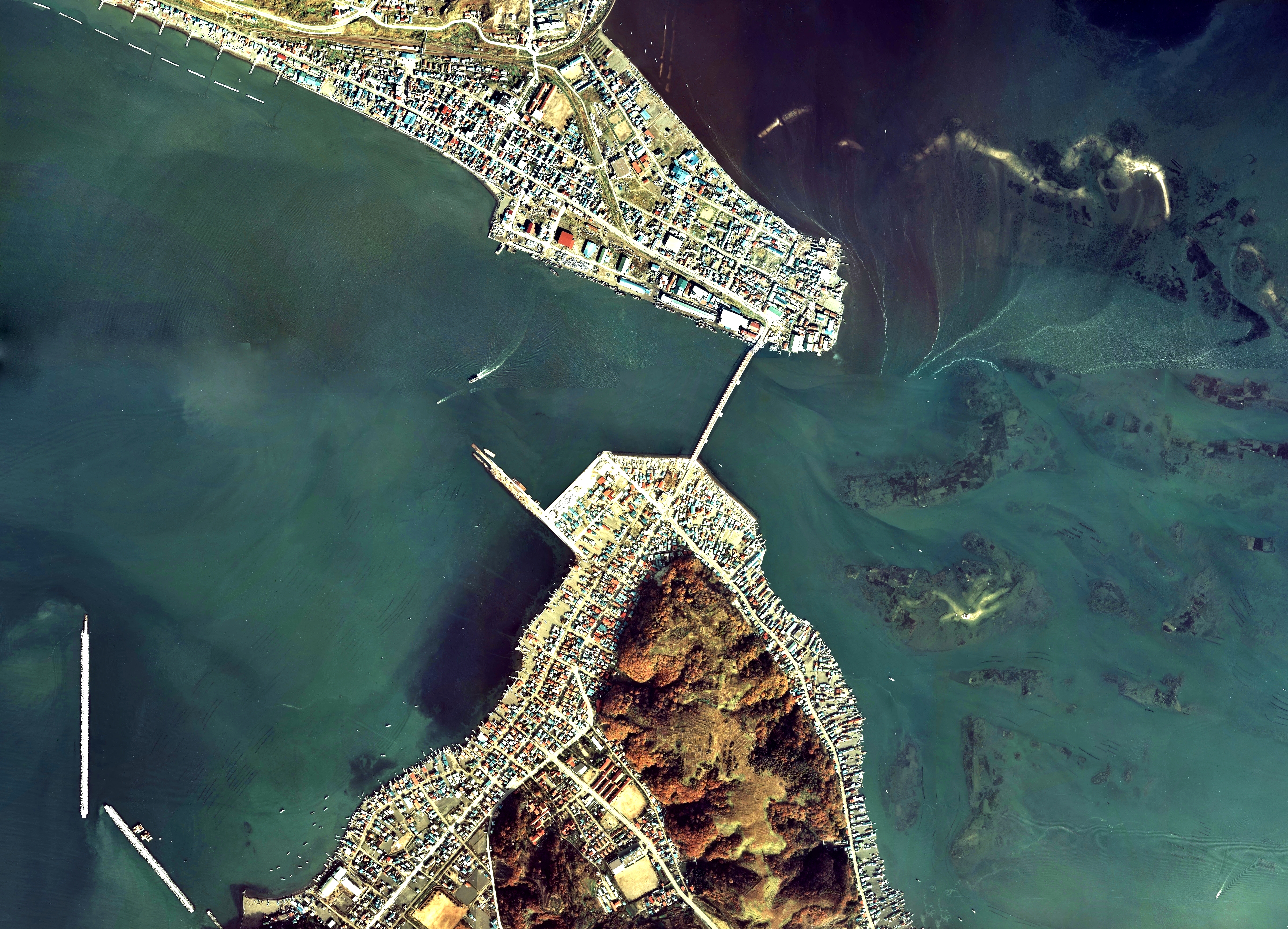
厚岸町中心部の空中写真。
厚岸大橋を挟んで左側が厚岸湾、右側が厚岸湖。1978年撮影の9枚を合成作成。
。

厚岸大橋（あっけしおおはし）は、北海道厚岸郡厚岸町の厚岸湾と厚岸湖との境にかかる橋。

## 概要
北海道道123号別海厚岸線の橋であり厚岸湖の湖口で隔てられた南北市街地を結んでおり、港町（湖北地区）と奔渡町（湖南地区）を結んでいる。
釧路土木現業所（現・釧路総合振興局釧路建設管理部）が事業主体となり総工費13億5千万を費やし1972年（昭和47年）に北海道で初めての海上橋として開通、厚岸町のシンボルとしても親しまれている。架橋前は日本道路公団による厚岸フェリーが運行されていたが、冬季は流氷・結氷により欠航が多かった。

## 歴史
- 1969年（昭和44年） - 工事着工[5][3]。
- 1972年（昭和47年）9月 - 厚岸大橋が開通[3]、厚岸フェリーは廃止となる[5]。
- 2009年度（平成21年度） - 全面補修工事が行われている[6]。
- 2012年（平成24年）10月3日 - 厚岸大橋に漁船が衝突する事故が発生した[7]。

## 周辺
湖北地区は厚岸町役場、厚岸警察署、道の駅厚岸グルメパーク、JR根室本線（花咲線） 厚岸駅などがあり、国道44号に接続している。湖南地区は古刹の国泰寺、バラサン岬、愛冠岬、子野日公園などがあり、厚岸道立自然公園にもなっている。
両地区はともに厚岸漁港が整備されている。

## 画像

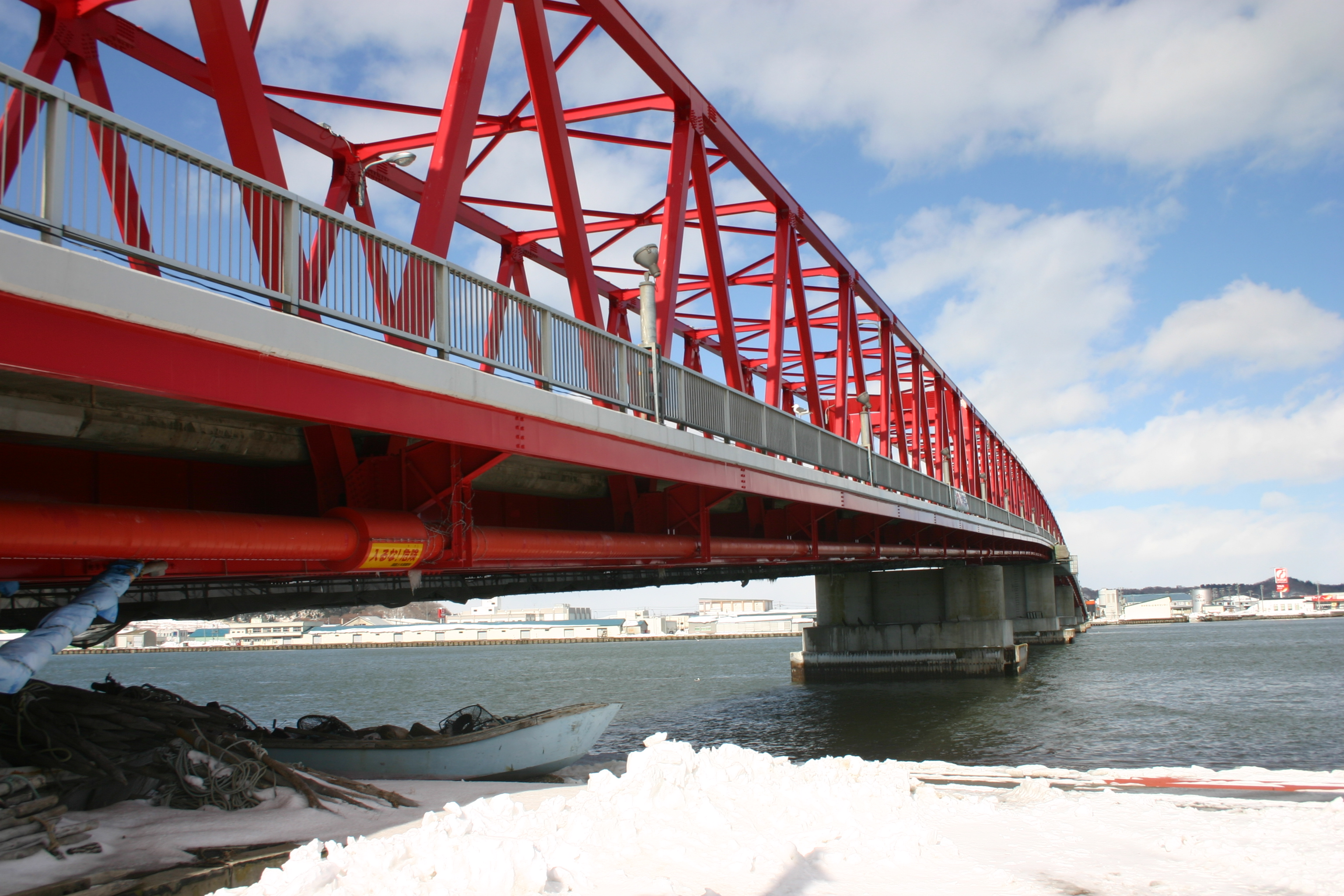
湖南地区から見る厚岸大橋（2013年3月）
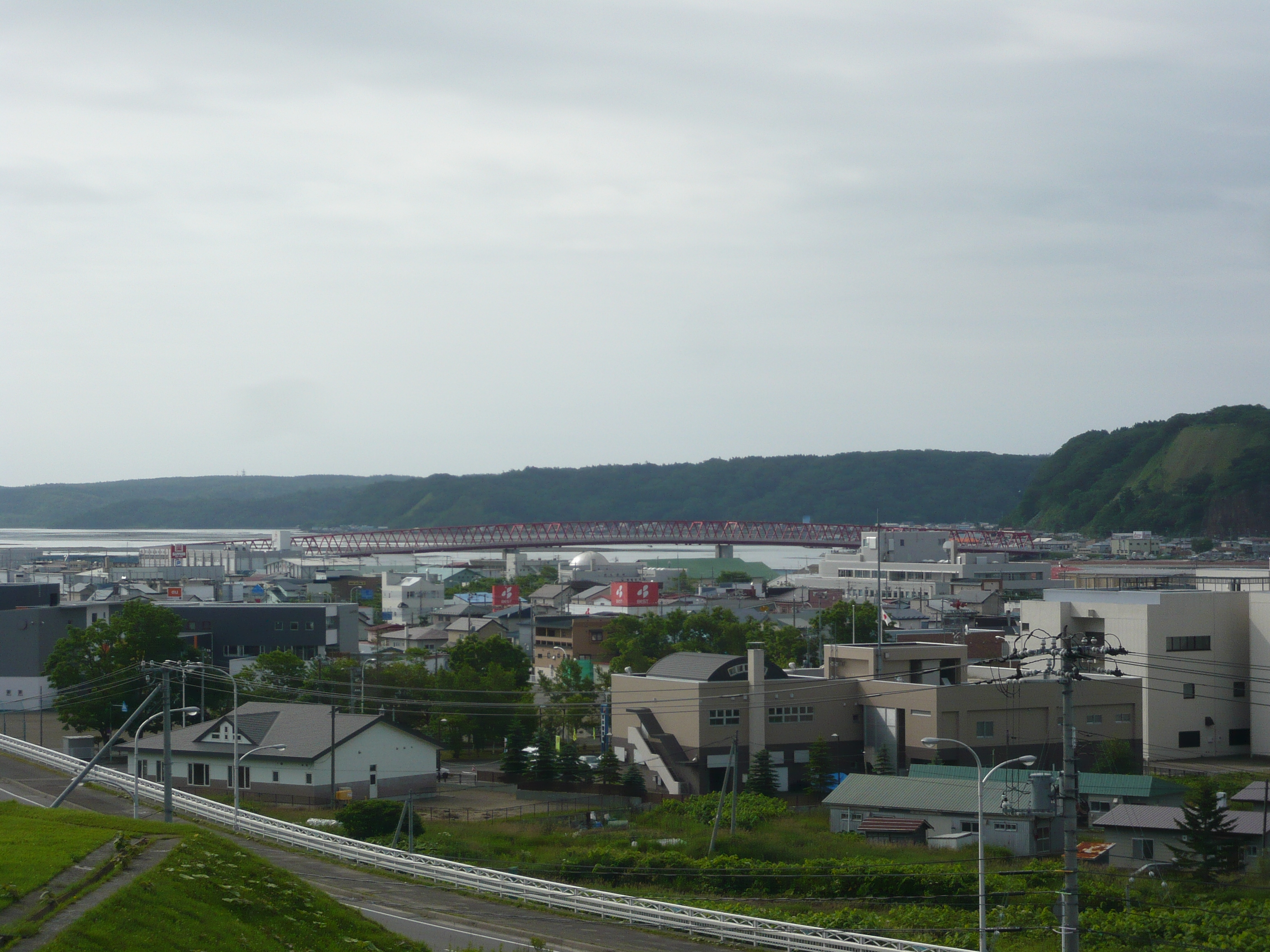
道の駅厚岸グルメパークから眺めた厚岸市街と厚岸大橋（2012年7月）